# Czesław Siemianowski
Czesław Siemianowski (ur. 11 stycznia 1937 we Lwowie, zm. 3 października 2021 w Gliwicach) – polski artysta fotograf, uhonorowany tytułem Artiste FIAP (AFIAP). Członek Zarządu Gliwickiego Towarzystwa Fotograficznego.

## Życiorys
Syn Jana i Bogumiły. Czesław Siemianowski urodził się we Lwowie, tam spędził dzieciństwo. Po zakończeniu II wojny światowej – od 1945 roku mieszkał w Gliwicach, gdzie był jednym z animatorów działalności fotograficznej. W 1952 roku został członkiem gliwickiego oddziału Polskiego Towarzystwa Fotograficznego, przekształconego (w roku 1961) w Gliwickie Towarzystwo Fotograficzne, w którym przez wiele lat pełnił funkcję członka Zarządu oraz (przez jedną kadencję) wiceprezesa.
Czesław Siemianowski jest autorem i współautorem wielu wystaw fotograficznych; indywidualnych, zbiorowych, poplenerowych, pokonkursowych. Brał aktywny udział w Międzynarodowych Salonach Fotograficznych, organizowanych (m.in.) pod patronatem FIAP, zdobywając wiele medali, nagród, wyróżnień, dyplomów, listów gratulacyjnych. Pokłosiem udziału w Międzynarodowych Salonach Fotograficznych (pod patronatem FIAP) było przyznanie Czesławowi Siemianowskiemu (w 1972) tytułu honorowego Artiste FIAP (AFIAP) – nadanego przez Międzynarodową Federację Sztuki Fotograficznej FIAP, obecnie z siedzibą w Luksemburgu.
W 2008 roku był uczestnikiem aukcji (charytatywnej) fotografii, wspomagającej organizację pracowni ceramiki Zespołu Szkół Specjalnych nr 3 w Bytomiu.
Fotografie Czesława Siemianowskiego znajdują się w zbiorach Muzeum w Gliwicach.

## Wybrane wystawy
- „Międzynarodowy Salon Portretu” (Gdańsk 1963)
- „Międzynarodowy Salon Fotografii” (Katowice 1963)
- „Międzynarodowy Salon Fotografii” (Budapeszt 1963)
- „Energetyka i ludzie” (Gliwice 1963)
- „Ogólnopolska Wystawa Fotografii” (Częstochowa 1963)
- „Doroczna wystawa GTF” (Gliwice 1963)
- „Drzewo w przyrodzie” (Poznań 1964)
- „Międzynarodowy Salon Interfoto” (Praga 1966)
- „Wystawa GTF” (Węgry; Giori 1967)
- „Jubileuszowa wystawa GTF” (Gliwice 1967)
- „Małe formy” (Warszawa 1967)
- „Wieś i folklor” (Olsztyn 1968)
- „Homo” (Legnica 1968)
- „Reportaż” (Płock 1968)
- „Przysięga” (Gliwice 1969)
- „Expo69” (Poznań 1969)
- „Puchar świata” (Szwajcaria; Genewa 1969)
- „Kobieta” (Wrocław 1969)
- „Międzynarodowy Salon Fotografii” (Katowice 1969)
- „Międzynarodowy Salon Portretu” (Gdańsk 1970)
- „Twoja ojczyzna” (Bytom 1970)
- „Jubileuszowa wystawa FIAP” (Warszawa 1970)
- „Ogólnopolska Wystawa Aktu i Portretu - Venus” (Kraków 1970)
- „Międzynarodowy Salon Fotografii” (Indie 1972)
- „Igrowe oczy” (Gliwice 1973)

Źródło